# Наґахама
Наґаха́ма (яп. 長浜市, ながはまし, МФА: [nagahama ɕi̥]) — місто в Японії, префектура Сіґа. Розташоване в північно-східній частині префектури, на північному березі озера Біва. Виникло на основі середньовічного призамкового містечка самурайського роду Адзай. Отримало статус міста 1943 року. Площа становить 680,79 км². Станом на 1 серпня 2011 року населення складало 122 280 осіб, густота населення — 180 осіб/км². Основою економіки є сільське господарство, лісова промисловість, харчова промисловість, виробництво електротоварів, комерція, туризм. В місті розташовані острів Тікубу, монастир Хоґон, руїни замку Наґахама, місце битви при Анеґаві, квартали містечка раннього нового часу.

## Історія

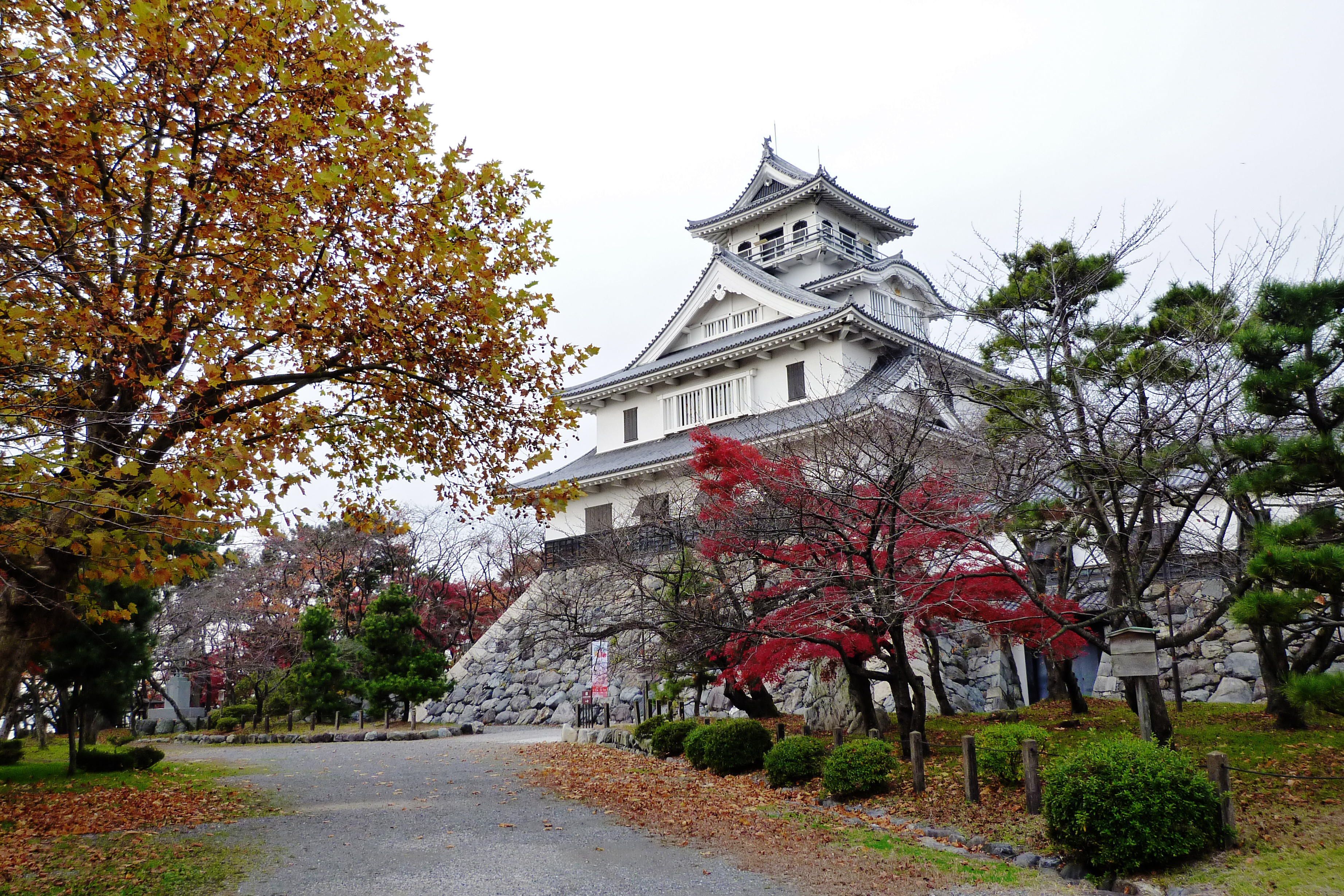
Замок Наґахама.

До 16 століття Наґахама називалась містечком Імаха́ма. Воно належало повіту Саката провінції Омі. Керувала містечком родина Адзай, знищена 1573 року силами Оди Нобунаґи. Того ж року містечко перейшло під контроль його генерала Хасіби Хідейосі, майбутнього об'єднувача Японії. З дозволу сюзерена він перейменував містечко на «Наґахама».
У другій половині 16 століття містечко розвилося як призамкове, а після ліквідації хідейосівського замку, як прихрамове, центром якого став буддистський монастир Дайцу. В період Едо (1603–1868) Наґахама була постоялим містечком на шляху зі столиці Кіото до північних провінції Японії.
1 квітня 1943 року Наґахама отримала статус міста. 13 лютого 2006 року вона розрослась за рахунок приєднання містечок Адзай і Біва повіту Хіґасі-Адзай.